# Kigeri IV.

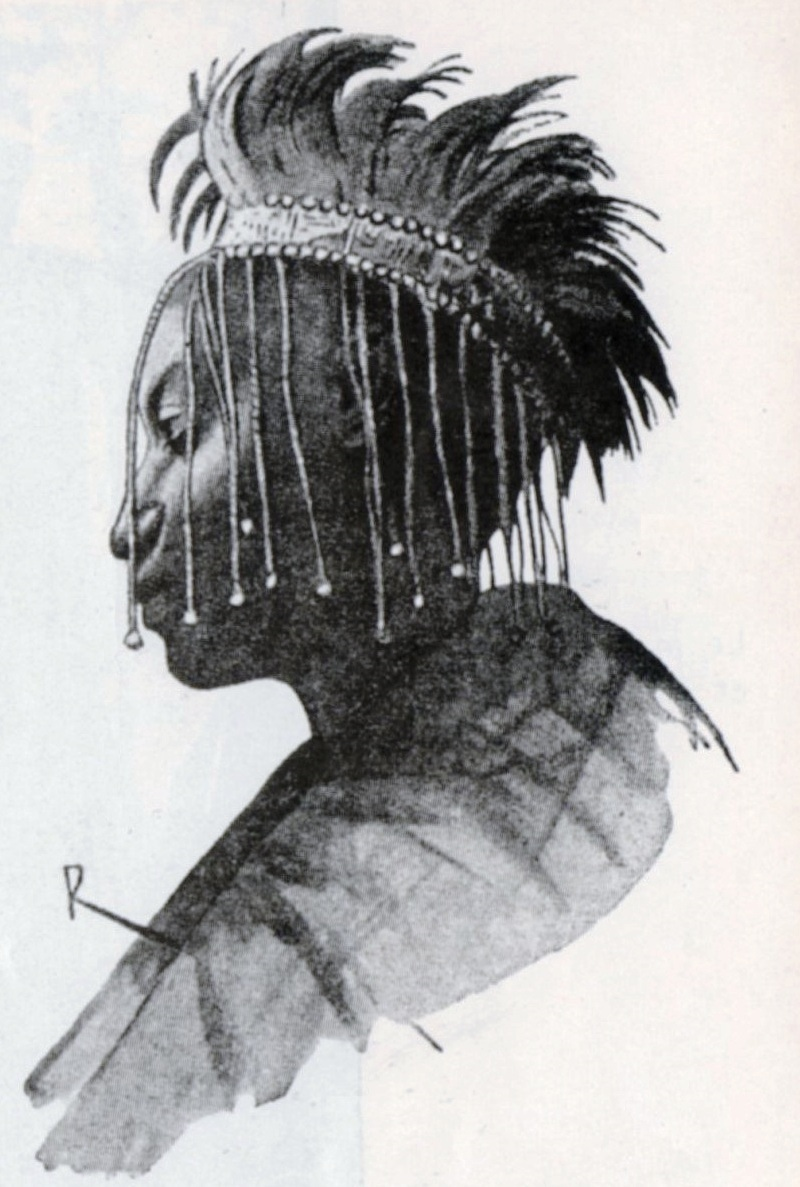
Porträt von Kigeri IV. – König von Ruanda mit Haarschmuck aus Affenhaaaren und Glasperlen

König Kigeri IV. von Ruanda (eigentlich Rwabugiri) regierte das Königreich Ruanda von 1853 bis 1895.
Er kam aus der Volksgruppe der Tutsi. Er gründete eine Armee, die mit Gewehren ausgerüstet war und verbot den meisten Fremden, sein Königreich zu betreten.

## Leben
Rwabugiris Herrschaft war für die zuvor halbautonomen Tutsi und Hutu ein hartes Regime, ihr Land wurde konfisziert und ihre politische Macht eingeschränkt. Rwabugiri führte ein feudales System ein, nach dem besonders die Uburetwa gegen Arbeitsleistung Zugang zu Land hatten. Davon waren besonders die Hutu betroffen, während die Tutsi von diesem System befreit waren.
Zudem veränderte er soziale Strukturen und führte einen ethnischen Unterschied zwischen den Tutsi und Hutu ein, der auf historischen sozialen Positionen basierte.
Somit begannen die Polarisierung und Politisierung der Ethnie in Ruanda schon vor der europäischen Kolonialisierung.